# Xylia torreana
Xylia torreana är en ärtväxtart som beskrevs av John Patrick Micklethwait Brenan. Xylia torreana ingår i släktet Xylia och familjen ärtväxter. Inga underarter finns listade i Catalogue of Life.